# La Concordia (Nicaragua)
La Concordia è un comune del Nicaragua facente parte del dipartimento di Jinotega.